# Любоватний
Любоватний, Люпатал (рос. Любоватный), (пол. Lupatał) — гірський потік в Україні, у Сколівському районі Львівської області у Галичині. Правий доплив Тишівниці, (басейн Дністра).

## Опис
Довжина потоку 3 км. Формується багатьма безіменними гірськими струмками. Потік тече у межах Сколівських Бескидів (частина Українських Карпат).

## Розташування
Бере початок на північно-західних схилах гори Піпцове (746 м) у листяному лісі. Тече переважно на південний захід понад горою Грабник (662 м) і у селі Труханів впадає у річку Тишівницю, праву притоку Стрия.